# Pardulas

Las pardulas o casatinas son un dulce de Semana Santa típico de la tradición sarda.
Son pequeñas tortitas rellenas de ricota o queso, muy delicadas y sabrosas. Según la zona pueden encontrarse versiones dulces o saladas, con sabor a naranja o limón y, más raramente, a pasas.
Aunque la preparación es idéntica, el delicado sabor de las pardulas hechas con ricota es muy diferente a las elaboradas con queso fresco, que tienen un sabor más fuerte.
- Datos: Q3895789